# Кізелевщизна
Кізелевщизна (пол. Kizielewszczyzna) — село в Польщі, у гміні Янув Сокульського повіту Підляського воєводства.
Населення — 42 особи (2011).
У 1975-1998 роках село належало до Білостоцького воєводства.

## Демографія
Демографічна структура станом на 31 березня 2011 року:
|          | Загалом | Допрацездатний вік | Працездатний вік | Постпрацездатний вік |
| -------- | ------- | ------------------ | ---------------- | -------------------- |
| Чоловіки | 23      | 7                  | 13               | 3                    |
| Жінки    | 19      | 5                  | 9                | 5                    |
| Разом    | 42      | 12                 | 22               | 8                    |